# Чернобиљска нуклеарна електрана
Чернобиљска нуклеарна електрана „В. И. Лењин” (укр. Чорно́бильська атомна електростанція імені В. І. Леніна, ЧАЕС, рус. Черно́быльская а́томная электроста́нция и́мени В. И. Ле́нина, ЧАЭС) бивша је нуклеарна електрана у близини града Припјата у Кијевској области, која је радила од 1977. до 2000. године.
Изградња електране започета је 1970. године, а прва јединица је покренута 1977. Нуклеарна електрана се налази на удаљености од 2 км од града Припјата, изграђеног паралелно са електраном првенствено за њене раднике. Назив је повезан са градом Чернобиљем, тадашњим окружним центром тог подручја. Почетком 1986. године електрана је била најмоћнија нуклеарна електрана у европском делу Совјетског Савеза.
Дана 26. априла 1986. године дошло је до несреће током пројектних испитивања, која је потпуно уништила четврти реактор електране и проузроковала значајно загађење околне територије радиоактивним супстанцама. Услед ове катастрофе је у потпуности евакуисано становништво Припјата, Чернобиља и свих осталих насељених места у кругу од 30 км око електране познатом као Чернобиљска зона искључења. Сама несрећа је једна од највећих људски изазваних катастрофа у историји човечанства.

## Географски положај
Чернобиљска нуклеарна електрана налази се у источном делу белоруско-украјинског Полесја на северу Украјине, на 16 км од границе са Републиком Белорусијом, на обали реке Припјат, која се улива у Дњепар.
Западно од три километра широке санитарно-заштитне зоне нуклеарне електране налазе се:
- напуштени град Припјат;
- град Чернобиљ, бивши окружни центар (на 18 км југоисточно од електране);
- град Кијев (на 110 км јужно).